# Lista de Estados soberanos e territórios dependentes da Ásia
Esta é uma lista de Estados soberanos e territórios dependentes localizados na Ásia. Inclui Estados amplamente reconhecidos, e Estados cujo reconhecimento diplomático é nulo ou parcial.
As fronteiras entre a Ásia e a Europa ocorrem nos Montes Urais, no Rio Ural e no Mar Cáspio a leste, e na Cordilheira do Cáucaso e no Mar Negro com as suas saídas, o Bósforo e os Dardanelos a sul. O Azerbaijão, a Geórgia, o Cazaquistão, a Rússia e a Turquia são normalmente considerados como sendo parte da Europa e da Ásia. A Arménia e Chipre situam-se inteiramente na Ásia Ocidental, mas são sociopoliticamente considerados como europeus. A fronteira entre a Ásia e África é normalmente definida no Canal do Suez, ficando a Península do Sinai na Ásia e fazendo do Egito um país divido entre os dois continentes.
A divisão entre a Ásia e a Australásia (Oceania) é debatível. Normalmente é definida entre Java e a Nova Guiné. A Indonésia encontra-se distribuída entre as duas áreas, mas é normalmente considerada como sendo asiática. Timor-Leste é por vezes tido como parte da Australásia, mas devido ao facto de estar rodeado por território da Indonésia e de ter sido ocupado por esta, é normalmente considerado como fazendo parte da Ásia. A Papua Nova Guiné é ocasionalmente considerada asiática devido à proximidade com a Indonésia, mas esta classificação é rara. Normalmente é incluída na Australásia. A fronteira entre a Ásia e a América é normalmente o Estreito de Bering. Algumas das Ilhas Aleutas podem ser consideradas asiáticas.

## Estados soberanos
Um estado soberano é uma associação política com soberania efetiva sobre uma população pela qual toma decisões em nome de um interesse nacional. De acordo com a Convenção de Montevideu, um Estado deve ter uma população permanente, um território definido, um governo e a capacidade para ter relações com outros Estados.

### Estados reconhecidos
Os 48 Estados nesta lista são todos membros da Organização das Nações Unidas.
| Bandeira | Mapa | Nome curto e oficial em português                         | Nome curto e oficial na(s) língua(s) local(ais) | Capital | População     | Área       |
| -------- | ---- | --------------------------------------------------------- | --- | --- | ------------- | ---------- |
|          |      | Afeganistão República Islâmica do Afeganistão             | em dari: جمهوری اسلامی افغانستان - افغانستان (Afghānestān — Jomhūrī-ye Eslāmī-ye Afghānestān) em pastó: د افغانستان اسلامي جمهوریت — افغانستانت (Afghān̄istān — Afghānistān Islāmī Jumhūrīyat)                               | Cabul em dari: کابل (Kābul) em pastó: کابل (Kābul) | 31 822 848    | 652 230    |
|          |      | Arábia Saudita Reino da Arábia Saudita                    | em árabe: السعودية — المملكة العربية السعودية (As Su‘ūdīya — Al Mamlakah al ‘Arabīyah as Su‘ūdīyah) | Riade em árabe: الرياض (Ar Riyāḑ) | 27 345 986    | 2 149 690  |
|          |      | Arménia República da Arménia                              | em armênio/arménio: Հայաստան — Հայաստանի Հանրապետությու (Hayastan — Hayastani Hanrapetut'yun) | Erevã em armênio/arménio: Երևան (Yerevan) | 3 060 631     | 29 743     |
|          |      | Azerbaijão República do Azerbaijão                        | em azerbaijanês: Azǝrbaycan — Azǝrbaycan Respublikası | Bacu em azerbaijanês: Bakı | 9 686 210     | 86 600     |
|          |      | Bangladexe República Popular do Bangladexe                | em bengalês: বাংলােদ — গণপ্রজাতন্ত্রী বাংলাদেশ (Bāṁlādesh — Gaṇaprajātantrī Bāṁlādesh) | Daca em bengalês: ঢাকা (Ḍhākā) | 166 280 712   | 143 998    |
|          |      | Barém Reino do Barém                                      | em árabe: مملكة البحرين — البحرين (Al Baḩrayn — Mamlakat al Baḩrayn) | Manama em árabe: المنامة (Al Manāmah) | 1 314 089     | 760        |
|          |      | Brunei Estado do Brunei Morada da Paz                     | em inglês: Brunei Darussalam em malaio: Brunei — Negara Brunei Darussalam | Bandar Seri Begauã em inglês: Bandar Seri Begawan em malaio: Bandar Seri Begawan | 422 675       | 5 765      |
|          |      | Butão Reino do Butão                                      | em butanês: འྲག་ཡ ఉ ལ — འྲག་གྷལ་ཁ (Druk Yul — Druk Gyalkhapb) | Timbu em butanês: ཐིམ་ཕུ (Thimphu) | 733 643       | 38 394     |
|          |      | Camboja Reino do Camboja                                  | em cambojano: កមុពា — រពះាាាចរក កមុពា (Kâmpŭchéa — Preăhréachéanachâkr Kâmpŭchéa) | Pnom Pene em cambojano: ភ្នំពេញ (Phnum Pénh) | 15 458 332    | 181 035    |
|          |      | Catar Estado do Catar                                     | em árabe: قطر — دولة قطر (Qaţar — Dawlat Qaţar) | Doa em árabe: الدوحة (Ad Dawḩah) | 2 123 160     | 11 586     |
|          |      | Cazaquistão República do Cazaquistão                      | em cazaque: Қазақстан — Қазақстан Республикасы (Qazaqstan — Qazaqstan Respūblīkasy) em russo: Казахстан — Республика Казахстан (Kazahstan — Respublika Kazahstan)                                                           | Astana em cazaque: Нұр-Сұлтан (Nursultan) | 17 948 816    | 2 724 900  |
|          |      | China República Popular da China                          | em chinês: 中国 — 中华人民共和国 (Zhongguo — Zhonghua Renmin Gongheguo) | Pequim em chinês: 北京 (Beijing) | 1 355 692 576 | 9 596 961  |
|          |      | Chipre República de Chipre                                | em grego: Κύπρος — Κυπριακή Δημοκρατία (Kýpros — Kypriakí Dimokratí) em turco: Kıbrıs — Kıbrıs Cumhuriyeti | Nicósia em grego: Λευκωσία (Lefkosia) em turco: Lefkoşa | 1 172 458     | 9 251      |
|          |      | Coreia do Norte República Popular Democrática da Coreia   | em coreano: 조선 — 조선 민주주의 인민 공화국 (Chosŏn — Chosŏn-minjujuŭi-inmin-konghwaguk) | Pionguiangue em coreano: 평양 (Phyŏngyang) | 24 851 627    | 120 538    |
|          |      | Coreia do Sul República da Coreia                         | em coreano: 한국 — 대한 민국 (Han’guk — Taehan Min’guk) | Seul em coreano: 서울 (Seoul) | 49 039 986    | 99 720     |
|          |      | Cuaite Estado do Cuaite                                   | em árabe: دولة الكويت — اﻟﻜﻮﻳ (Al Kuwayt — Dawlat al Kuwayt) | Cuaite em árabe: الكويت (Al Kuwayt) | 2 742 711     | 17 818     |
|          |      | Emirados Árabes Unidos                                    | em árabe: اﻹﻣﺎرا — دولة الإمارات العربية المتحدة (Al Imārāt — Al Imārāt al ‘Arabīyah al Muttaḩidah) | Abu Dabi em árabe: أبوظبي (Abu Dhabi) | 5 628 805     | 83 600     |
|          |      | Filipinas República das Filipinas                         | em inglês: Philippines — Republic of the Philippines em tagalo: Pilipinas — Republika ng Pilipinas | Manila em inglês: Manila em tagalo: Maynila | 107 668 231   | 300 000    |
|          |      | Geórgia                                                   | em georgiano: საქართველო (Sak'art'velo) | Tiblíssi Cutáissi em georgiano: თბილისი (Ṭbilisi) em georgiano: ქუთაისი (Ḳuṭaisi) | 4 935 880     | 69 700     |
|          |      | Iémen República do Iémen                                  | em árabe: اليمن — الجمهورية اليمنية (Al Yaman — Al Jumhūrīyah al Yamanīyah) | Saná em árabe: صنعاء (Şan‘ā’) | 26 052 966    | 527 968    |
|          |      | Índia República da Índia                                  | em inglês: India — Republic of India em híndi: भार — भारत गणरा᭔य (Bhārat — Bhāratīya Gaṇarājya) | Nova Deli em inglês: New Delhi em híndi: नई दिल्ली (Naī Dillī) | 1 236 344 631 | 3 287 263  |
|          |      | Indonésia República da Indonésia                          | em indonésio: Indonesia — Republik Indonesia | Jacarta em indonésio: Jakarta | 253 609 643   | 1 904 569  |
|          |      | Irão República Islâmica do Irão                           | em persa: ایران — جمهوری اسلامی ایران (Īrān — Jomhūrī-ye Eslāmī-ye Īrān) | Teerão em persa: تهران (Tehrān) | 80 840 713    | 1 648 195  |
|          |      | Iraque República do Iraque                                | em árabe: العراق — جمهورية العراق (Al ‘Irāq — Jumhūrīyat al ‘Irāq) | Bagdade em árabe: بغداد (Baghdād) | 32 585 692    | 438 317    |
|          |      | Israel Estado de Israel                                   | em árabe: إسرائيل — دَوْلَة إِسْرَائِيل (Isrā'īl — Dawlat Isrā'īl) em hebraico: יִשְרָאֵל — מְדִינַת יִשְׂרָאֵל (Yisra'el — Medinat Yisra'el) em inglês: State of Israel                                                                       | Jerusalém (reivindicada) em hebraico: ירושלים (Yerushalayim)Tel-Aviv em hebraico: תֵּל־אָבִיב | 7 821 850     | 20 770     |
|          |      | Japão                                                     | em japonês: 日本 — 日本国 (Nihon / Nippon — Nihon-koku / Nippon-koku) | Tóquio em japonês: 東京都 (Tokyo) | 127 103 388   | 377 915    |
|          |      | Jordânia Reino Haxemita da Jordânia                       | em árabe: اﻷرُد — المملكة الأردنية الهاشميه (Al Urdun — Al Mamlakah al Urdunīyah al Hāshimīyah) | Amã em árabe: عمان (Ammān) | 7 930 491     | 89 342     |
|          |      | Laus República Democrática Popular Lau                    | em lau: ສາທາລະນະລດປະຊາທ ັ ປະໄຕປະຊາຊ ິ ນລາວ (Sathalanalat Paxathipatai Paxaxôn Lao) | Vienciana em lau: ວຽງຈັນ (Viangchan) | 6 803 699     | 236 800    |
|          |      | Líbano República do Líbano                                | em árabe: لبنان — الجمهورية اللبنانية (Lubnān — Al Jumhūrīyah al Lubnānīyah) | Beirute em árabe: بيروت (Bayrūt) | 5 882 562     | 10 400     |
|          |      | Malásia                                                   | em malaio: Malaysia | Kuala Lumpur Putrajaia em malaio: Kuala Lumpur em malaio: Putrajaya | 30 073 353    | 329 847    |
|          |      | Maldivas República das Maldivas                           | em maldívio: ދިވެހިރާއްޖެ — ދިވެހިރާއްޖޭގެ ޖުމްހޫރިއްޔާ (Dhivehi Raajje — Dhivehi Raajjeyge Jumhooriyyaa) | Malé em maldívio: މާލެ (Maale) | 393 595       | 298        |
|          |      | Mianmar República da União de Mianmar                     | birmanês: မြန်မာပြည် — ပြည်ထောင်စု သမ္မတ မြန်မာနိုင်ငံတော်‌ (Myanma — Pyidaungzu Myanma Naingngandaw) | Nepiedó birmanês: နေပြည်တော် (Nay Pyi Taw) | 55 746 253    | 676 578    |
|          |      | Mongólia                                                  | em mongol: Монго — Монгол улс (Mongol — Mongol uls) | Ulã-Bator em mongol: Улаанбаатар (Ulaanbaatar) | 2 953 190     | 1 564 116  |
|          |      | Nepal República Democrática Federal do Nepal              | em nepalês: नपाल — सघीय लोकताि᭠ᮢक गणत᭠ᮢ न ं पाल (Nepāl — Saṁghīya Loktāntrik Ganạ tantra Nepāl) | Catmandu em nepalês: काठमाडौं (Kāṭhmāḍauṁ) | 30 986 975    | 147 181    |
|          |      | Omã Sultanato de Omã                                      | em árabe: عُمان — سلطنة عُمان (‘Umān — Salţanat ‘Umān) | Mascate em árabe: مسقط (Masqaţ) | 3 219 775     | 309 500    |
|          |      | Paquistão República Islâmica do Paquistão                 | em inglês: Pakistan — Islamic Republic of Pakistan em urdu: پَاکِسْتَان — اسلامی جمہوریہ پاکستان (Pākistān — Jamhūryat Islāmī Pākistān)                                                                                         | Islamabade em inglês: Islamabad em urdu: اسلام آباد (Islāmābād) | 196 174 380   | 796 095    |
|          |      | Quirguistão República Quirguiz                            | em quirguiz: Кыргызстан — Кыргыз Республикасы (Kyrgyzstan — Kyrgyz Respublikasy) em russo: Кыргызстан — Кыргызская Республика (Kyrgyzstan — Kyrgyzskaja Respublika)                                                         | Bisqueque em quirguiz: Бишкек (Bishkek) em russo: Бишкек (Biškek) | 5 604 212     | 199 951    |
|          |      | Rússia Federação Russa                                    | em russo: Росси́я — Российская Федерация (Rossija — Rossijskaja Federacija) | Moscovo em russo: Москва (Moskva) | 142 470 272   | 17 098 242 |
|          |      | Singapura República de Singapura                          | em chinês: 新加坡 — 新加坡共和国 Xinjiapo — Xinjiapo Gongheguo em inglês: Singapore — Republic of Singapore em malaio: Singapura — Republik Singapura em tâmil: சிங்கப்பூர் — சிங்கப்பூர் குடியரசு (Chiṅkappūr — Chiṅkappūr Kuṭiyarachu) | Singapura em chinês: 新加坡 Xinjiapo em inglês: Singapore em malaio: Singapura em tâmil: சிங்கப்பூர் (Chiṅkappūr)                                                                                             | 5 567 301     | 697        |
|          |      | Síria República Árabe Síria                               | em árabe: ﺔُﺳ ِﻮرَا / ﺳ ِﻮر — جمهورية سوريا العربية (Sūrīyah / Sūriyā — Al Jumhūrīyah al ‘Arabīyah as Sūrīyah) | Damasco em árabe: دمشق (Dimashq) | 17 951 639    | 185 180    |
|          |      | Seri Lanca República Socialista Democrática do Seri Lanca | em cingalês: ශ්රී ලංකා — ශ්රී ලංකා ප්රජාතාන්ත්රික සමාජවාදී ජනරජය (Shrī Laṁkā — Shrī Laṁkā Prajātāntrika Samājavādī Janarajaya) em tâmil: இலᾱைக — இலங்கை ஜனநாயக சமத்துவ குடியரசு (Ilaṅkai — Ilaṅkai Jaṉanāyaka Choṣhalichak Kuṭiyarachu)               | Seri Jaiavardenapura-Cota Colombo em cingalês: ශ්‍රී ජයවර්‍ධනපුර කෝට්ටේ (Shrī Jayavardʰanapura Kōṭṭē) em cingalês: කොළඹ (Koḷamba) em tâmil: ஸ்ரீ ஜயவர்த்தனபுரம் கோட்டே (Srī Jayavarttaṉapuram Kōṭṭē) em tâmil: கொழும்பு (Koḻumpu) | 21 866 445    | 65 610     |
|          |      | Tailândia Reino da Tailândia                              | em tailandês: ประเทศไทย — ราชอาณาจักรไทย (Prathet Thai — Ratcha Anachak Thai) | Banguecoque em tailandês: กรุงเทพฯ (Krung Thep) | 67 741 401    | 513 120    |
|          |      | Tajiquistão República do Tajiquistão                      | em tajique: Тоҷикистон — Ҷумҳурии Тоҷикистон (Tojikiston — Jumhurii Tojikiston) | Duxambé em tajique: Душанбе (Dushanbe) | 8 051 512     | 143 100    |
|          |      | Timor-Leste República Democrática de Timor-Leste          | em português: Timor-Leste — República Democrática de Timor-Leste em tétum: Timor Lorosa'e — Repúblika Demokrátika Timor Lorosa'e                                                                                            | Díli em português: Díli em tétum: Dili | 1 201 542     | 14 874     |
|          |      | Turcomenistão                                             | em turcomeno: Türkmenistan | Asgabate em turcomeno: Aşgabat | 5 171 943     | 488 100    |
|          |      | Turquia República da Turquia                              | em turco: Türkiye — Türkiye Cumhuriyeti | Ancara em turco: Ankara | 81 619 392    | 783 562    |
|          |      | Usbequistão República do Usbequistão                      | em usbeque: O‘zbekiston — O‘zbekiston Respublikasi | Tasquente em usbeque: Toshkent | 28 929 716    | 447 400    |
|          |      | Vietname República Socialista do Vietname                 | em vietnamita: Việt Nam — Cộng Hòa Xã Hội Chủ Nghĩa Việt Nam | Hanói em vietnamita: Hà Nội | 93 421 835    | 331 210    |

### Estados parcialmente reconhecidos e não reconhecidos
Os seis Estados nesta lista têm vários níveis de reconhecimento diplomático, mas não são membros das Nações Unidas. Todos são definidos como Estados de acordo com a teoria declarativa do Estado.
| Bandeira | Mapa | Nome curto e oficial em português                             | Estatuto | Nome curto e oficial na(s) língua(s) local(ais) | Capital                                          | População  | Área   |
| -------- | ---- | ------------------------------------------------------------- | --- | --- | ------------------------------------------------ | ---------- | ------ |
|          |      | Abecásia República da Abecásia                                | Reivindicada como um república autónoma da Geórgia. Reconhecida por 5 Estados-membros da ONU. | em abcázio: Аҧсуа (Apswa) | Sucumi em abcázio: Аҟəа (Akwa)                   | 240 705    | 8 660  |
|          |      | República da China (Taiuã)                                    | Reivindicada como uma província da República Popular da China. A República da China não renunciou às suas reivindicações sobre a China continental e é reconhecida como governo legítimo da China por 23 Estados incluindo a Santa Sé. | em chinês tradicional: 臺灣/台灣 — 中華民國 (Táiwān — Zhōnghuá Mínguó) | Taipé em chinês tradicional: 臺北市 (Táiběi Shì) | 23 359 928 | 35 980 |
|          |      | Chipre do Norte República Turca de Chipre do Norte            | Reivindicado como parte da República de Chipre. Reconhecido apenas pela Turquia. | em turco: Kuzey Kıbrıs — Kuzey Kıbrıs Türk Cumhuriyeti | Nicósia em turco: Lefkoşa                        | 294 906    | 3 355  |
|          |      | Ossétia do Sul República da Ossétia do Sul – Estado da Alânia | Reivindicada como parte da Geórgia. Reconhecida por 4 Estados-membros da ONU. | em osseta: Хуссар Ирыстон — Республикӕ Хуссар Ирыстон (Khussar Iryston — Respublikæ Khussar Iryston) em russo: Южная Осетия — Республика Южная Осетия (Yuzhnaya Osetiya — Respublika Yuzhnaya Osetiya) | Tskhinvali em osseta: Цхинвал or Чъреба (Chreba) | 55 000     | 3 900  |
|          |      | Palestina Estado da Palestina                                 | O Estado da Palestina, unilateralmente declarado, é reconhecido diplomaticamente por 124 Estados. | em árabe: فلسطين — دولة فلسـطين (Filastīn — As-Sulta Al-Wataniyya Al-Filastīniyya) | Jerusalém (reivindicada)Ramalá / Gaza (de facto) | 4 547 431  | 6 220  |

## Territórios dependentes e outros territórios
As seis entidades nesta lista são dependentes de um Estado do qual não fazem pare integrante, ou têm especificidades políticas decididas através de acordos ou tratados internacionais.
| Bandeira | Mapa | Nome curto e oficial em português                                           | Estatuto                                                     | Nome curto e oficial na(s) língua(s) local(ais) | Capital                                                                        | População | Área   |
| -------- | ---- | --------------------------------------------------------------------------- | ------------------------------------------------------------ | --- | ------------------------------------------------------------------------------ | --------- | ------ |
|          |      | Acrotíri e Decelia Áreas Soberanas das Bases de Acrotíri e Decelia          | Território ultramarino do Reino Unido                        | em inglês: Akrotiri and Dhekelia — Sovereign Base Areas of Akrotiri and Dhekelia | Episcópi em inglês: Episkopi                                                   | 31 400    | 254    |
|          |      | Ilhas Cocos (Keeling) Território das Ilhas Cocos (Keeling)                  | Território externo da Austrália                              | em inglês: Cocos (Keeling) Islands — Territory of the Cocos (Keeling) Islands | Ilha Ocidental em inglês: West Island                                          | 596       | 14     |
|          |      | Região Administrativa Especial de Hong Kong da República Popular da China   | Região administrativa especial da República Popular da China | em chinês: 香港 — 中華人民共和國香港特別行政區 (Xiānggǎng — Xiānggǎng Tèbié Xíngzhèngqū) em inglês: Hong Kong — Hong Kong Special Administrative Region of the People's Republic of China | Honguecongue em chinês: 香港 (Xiānggǎng) em inglês: Hong Kong                  | 7 112 688 | 1 104  |
|          |      | Macau Região Administrativa Especial de Macau da República Popular da China | Região administrativa especial da República Popular da China | em chinês: 澳門 — 中華人民共和國澳門特別行政區 (Àomén — Àomén Tèbié Xíngzhèngqū) em português: Macau — Região Administrativa Especial de Macau da República Popular da China              | Macau em chinês: 澳門 (Àomén) em português: Macau                              | 587 914   | 28,2   |
|          |      | Ilha do Natal Território da Ilha do Natal                                   | Território externo da Austrália                              | em inglês: Christmas Island — Territory of Christmas Island | Flying Fish Cove / The Settlement em inglês: Flying Fish Cove / The Settlement | 1 530     | 135    |
|          |      | Território Britânico do Oceano Índico                                       | Território ultramarino do Reino Unido                        | em inglês: British Indian Ocean Territory | Diego Garcia em inglês: Diego Garcia                                           | 4 000     | 54 400 |